# Kwas traneksamowy

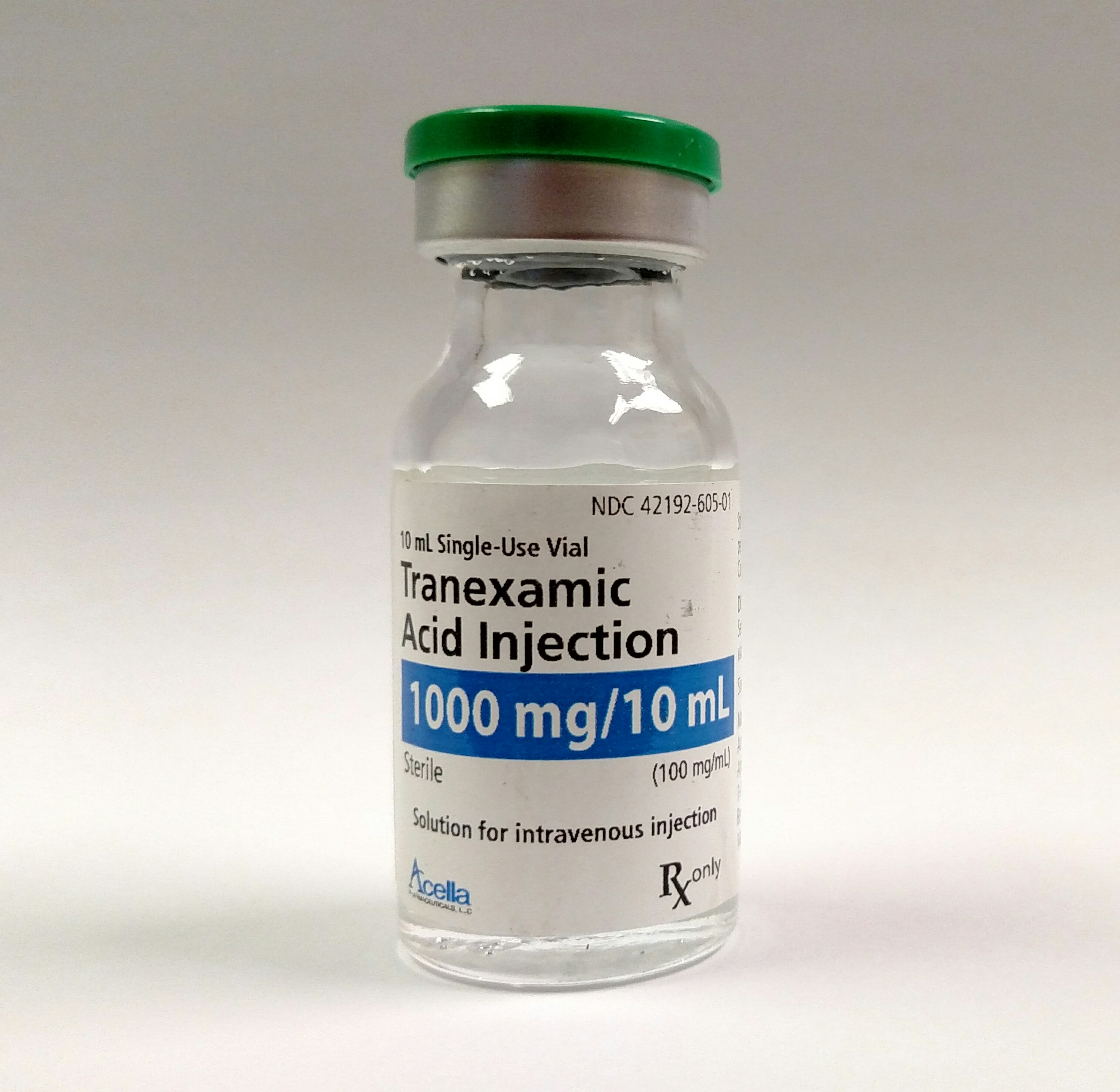
Preparat zawierający kwas traneksamowy

Kwas traneksamowy (łac. Acidum tranexamicum; TXA, z ang. tranexamic acid) – organiczny związek chemiczny z grupy aminokwasów zawierający szkielet cykloheksanu. Stosowany jako lek o działaniu przeciwkrwotocznym. Ma około 8 razy silniejsze działanie niż kwas ε-aminokapronowy. Jest stosowany do zmniejszania krwawienia po poważnych operacjach, np. operacjach serca, oraz zapobiegawczo przed operacjami.
Kwas traneksamowy jest inhibitorem plazminy (fibrynazy) – przeciwdziała fibrynolizie, blokując przekształcenie plazminogenu w plazminę. Na drodze inhibicji kompetycyjnej blokuje czynniki aktywujące plazminogen (urokinazę, streptokinazę) powodując zachowanie fibryny w czopie hemostatycznym, co daje większą stabilizację skrzepu.

Schemat fibrynolizy

Podawany jest dożylnie, domięśniowo i doustnie. Szybko wchłania się z przewodu pokarmowego osiągając szczytowe stężenie we krwi w ciągu 3 godzin. Nie wiąże się z białkami osocza. Jako wolny aminokwas szybko przenika do tkanek. Ma zdolność przekraczania bariery krew-mózg, penetruje do płynu stawowego, a także przenika przez łożysko i do pokarmu kobiecego.
Wydalany jest w 90% z moczem w postaci niezmienionej.
Nazwa handlowa: Exacyl